# Antonín Sládek
Antonín Sládek (11. prosince 1863 Měchnov (jiné dokumenty mylně uvádějí Konopiště) – 14. prosince 1939 Kolín) byl český a československý politik a poslanec Revolučního národního shromáždění za Českou státoprávní demokracii, respektive za Československou národní demokracii, počátkem 20. století starosta Kolína.

## Biografie
Působil jako podnikatel. V letech 1906–1911 byl starostou Kolína. Do funkce byl zvolen 20. dubna 1906. Národní listy tehdy dodaly, že kruhy obchodní a živnostenské uvítaly volbu tuto velmi sympaticky. Jeho nástup do starostenského úřadu byl výsledkem dohody mezi Českou stranou státoprávní (označovaná i jako strana státoprávně radikální) a staročechy. Sládek patřil do státoprávně radikální většiny zastupitelstva. Za jeho působení v čele obce proběhla výstavba nové školní budovy na Pražském předměstí, rekonstrukce kostela svatého Bartoloměje, vznikla městská dívčí průmyslová škola a na městském ostrově byl postaven restaurační pavilon. Plynové osvětlení města bylo nahrazeno elektrickým.
Za státoprávně radikální stranu neúspěšně kandidoval ve volbách do Říšské rady v roce 1911 v městském obvodu Kolín.
Po vzniku Československa zasedal v Revolučním národním shromáždění za Českou státoprávní demokracii, respektive za z ní vzniklou Československou národní demokracii. Mandát nabyl na 38. schůzi v březnu 1919. Byl povoláním obchodníkem.